# Европейская евдошка
Европейская евдошка, устаревшее собачья рыба (лат. Umbra krameri)— вид лучепёрых рыб семейства умбровых, распространённый в Европе.

## Описание
Спина коричневатая и красно-коричневая, ниже окраска боков светло-коричневая или оранжевая с многочисленными тёмными пятнышками и хорошо заметной жёлтой или цвета меди боковой полоской. Спинной и хвостовой плавники коричневые также с тёмными пятнышками. Пасть у неё гораздо меньше щучьей и вооружена очень тонкими и острыми зубами. Глаза большие, носовые отверстия двойные и очень малы. Спинной плавник широкий, очень высокий, и все лучи его имеют одинаковую длину; хвостовой закруглён.
Во время нереста появляется брачный наряд, анальный плавник самца окрашивается в голубовато-зелёный цвет.
Европейская евдошка имеет длину тела в среднем до 10 см, наиболее крупные экземпляры достигают длины 12—17 см.

## Распространение
Прут, низовья Днестра, стоячие водоемы системы Дуная на территории Венгрии, стран бывшей Югославии, Австрии.
В Австрии считалась вымершей с 1975 года. Вновь была выявлена биологами Томасом Шпиндлером и Йозефом Ванценбеком в 1992 году в лугах Дуная в Нижней Австрии в безымянном ручье между населёнными пунктами Орт-на-Дунае и Эккартзау. Теперь её можно успешно заселять в рамках различных программ расселения на более обширные пространства в первоначальных областях распространения этого вида.

## Образ жизни
Обитает в заболоченных водоёмах, хорошо переносит недостаток кислорода, используя для дыхания плавательный пузырь. Предпочитает спокойные, даже застойные воды с плотной растительностью, например маленькие оросительные каналы. Нерест проходит весной, на разливах рек, среди растительности. Икру евдошка откладывает на грунте, в гнездо, которое охраняет самка. Плодовитость от 150 до 1500 икринок.
Молодая рыба питается мелкими ракообразными, планктоном и личинками беспозвоночных; а взрослые особи — донными животными, воздушными насекомыми и личинками карася.
Продолжительность жизни 2—3 года.
Эту рыбу можно разводить искусственно, её используют для содержания в аквариумах.

## Охрана
Европейская евдошка занесена в Международную Красную Книгу.
Этому виду угрожают сокращение зоны обитания вплоть до исчезновения; конкуренция со стороны искусственно заведённых видов рыб и загрязнение рек, в которых, он обитает.

## Жизнь её в аквариумах
По наблюдениям Геккеля, державшего этих рыб {\displaystyle 1{\frac {1}{2}}} года в стеклянном сосуде, они лежали больше на дне, только изредка сильным движением хвоста как бы вспрыгивали на поверхность, глотали воздух и снова ложились на дно, выпуская большую часть воздуха сквозь жаберные крышки, а оставшийся как бы медленно пережёвывая. Рыбы эти, по-видимому, живут всегда небольшими семьями, в 5—6 особей в одной норе. В аквариуме они очень скоро приручаются, едят из рук (мелко изрубленную говядину) и живут подолгу, но только в числе нескольких штук. Они даже питают друг к другу такую привязанность, что если умрёт одна из ужившихся рыбок, то вскоре следуют за ней все остальные. Нереститься в неволе они, однако, не могут, и самки, не будучи в состоянии выметать крупную, как ячменные зёрна, икру, большею частью погибают. В последнее время, впрочем, впоследствии большого запроса со стороны любителей аквариумов на эту оригинальную рыбку, в Берлине (у братьев Зассе) она разводится искусственно в больших бассейнах.